# Bryher
Bryher (Margate, Reino Unido, 2 de septiembre de 1894-Vevey, Suiza, 28 de enero de 1983) es el seudónimo de la novelista, poeta, escritora de memorias y editora Annie Winifred Ellerman, miembro de la familia naviera de los Ellerman. 
Bryher fue una de las personalidades más importantes del París de los años 20, pues utilizó su fortuna para ayudar a muchos escritores que se encontraban en situaciones económicas complicadas. Junto con su amante Hilda Doolittle (H.D.) y el escritor Kenneth Macpherson, fundó la revista de cine Close Up y la compañía Pool Group. Durante la época del nazismo, Bryher ayudó a muchas personas de origen judío a escapar de Alemania. Más tarde se convirtió en una conocida escritora de novelas históricas.

## Trayectoria

### Primeros años
Bryher nació en septiembre de 1894 en Margate. Su padre era el naviero y hombre de finanzas John Ellerman quien, en el momento de su muerte en 1933, era el hombre más rico de la historia de Inglaterra. A pesar de que vivieron juntos durante años, John Ellerman y Hannah Glover, la madre de Bryher, no contrajeron matrimonio hasta 1908. 
Cuando era una niña, Bryher viajó por Europa y África, visitando Francia, Italia y Egipto. A los catorce años fue inscrita en un internado tradicional inglés, época en la que sus padres se casaron. En uno de sus viajes, Ellerman viajó a las islas Sorlingas, situadas en la costa sudoeste de Gran Bretaña, y adoptó como seudónimo el nombre de su isla favorita, Bryher.
Durante los años 20, Bryher viajó a París, donde conoció a Ernest Hemingway, James Joyce, Gertrude Stein, Sylvia Beach y Berenice Abbott, entre otros. Su riqueza le permitió prestar ayuda financiera a algunos escritores, incluidos James Joyce y Edith Sitwell. También ayudó a financiar la librería de Sylvia Beach Shakespeare and Company y algunas empresas editoriales, y fundó una compañía de cine llamada Pool Group. La Baronesa Elsa von Freytag-Loringhoven, artista y escritora dadaísta, también recibió su ayuda para comprarse un piso en París.

### Relación con H.D. y matrimonios de conveniencia
En 1918 Bryher conoció a la poeta y escritora Hilda Doolittle (más conocida por sus iniciales, H.D.), con la que comenzó una relación que duraría hasta la muerte de esta última. Más tarde, en 1921, inició un matrimonio de conveniencia con el autor estadounidense Robert McAlmon, de quien se divorció en 1927.
Ese mismo año se casó con Kenneth Macpherson, amante de H.D. y escritor que compartía la pasión de Bryher por el cine. Juntos construyeron la villa Kenwin en la orilla del lago de Ginebra, un edificio de estilo Bauhaus que utilizaron como hogar y como estudio de cine. La pareja adoptó formalmente a la hija de H.D., Perdita. En 1947 Bryher y Macpherson se divorciaron y Bryher y H.D., aunque no volvieron a vivir juntas, continuaron su relación hasta 1961, año del fallecimiento de H.D.

### Producción y crítica cinematográfica
Bryher, H.D. y Macpherson fundaron la revista de cine Close Up y la compañía Pool Group. Solo una de las películas producidas por este grupo, Borderline (1930), protagonizada por H.D. y Paul Robeson, ha sobrevivido en su totalidad. Esta película explora los estados psíquicos extremos y su relación con la realidad superficial. La propia Bryher interpreta a la recepcionista del hotel.
La obra de no ficción más conocida de Bryher fue Film Problems of Soviet Russia (1929). En Close Up comparó desfavorablemente el mundo de Hollywood con la cinematografía soviética, afirmando que el sistema de estudios había "rebajado las exigencias" del cine. Sus textos también ayudaron a difundir el trabajo de Sergei Eisenstein en Gran Bretaña.

### Segunda Guerra Mundial y años posteriores
En un artículo de 1933 titulado "What Shall You Do in the War?", Bryher escribió sobre la situación de los judíos en Alemania, pidiendo a los lectores que reaccionaran frente a la situación. A partir de ese mismo año, su casa de Suiza se convirtió en un centro de recepción para refugiados. Bryher ayudó a más de 100 personas a escapar de la persecución nazi antes de ser forzada a exiliarse ella misma en 1940. Esta experiencia influyó en la creación la novela fantástica Visa for Avalon, en la que cuenta la historia de un grupo de personas tratando de escapar de un país sin nombre en vísperas de la revolución.
Entre 1940 y 1946 Bryher vivió en Londres con H.D. y se encargó de supervisar la revista de literatura Life and Letters Today. Más tarde escribió una memoria sobre esa época llamada The Days of Mars, así como una novela, Beowulf (1948), ambientada en los años del Blitz.
A partir de 1952, Bryher escribió una serie de novelas históricas. La mayoría de ellas están ambientadas en distintas épocas de la historia de Gran Bretaña; Roman Wall (1954) y The Coin of Carthage (1963) se desarrollan durante el Imperio romano y Ruan (1960) en la Gran Bretaña post-artúrica. Todas las narraciones están bien documentadas y relatan sucesos que ocurren en épocas de confusión. El narrador casi siempre es un hombre joven. Ruan cuenta las aventuras de un druida novato que trata de escapar de su entorno para convertirse en capitán.
Las novelas históricas de Bryher tuvieron una gran acogida en su época. Algunas de las obras que han sido reeditadas en los últimos años son Visa for Avalon, las novelas semi-autobiográficas Development y Two Selves, la memoria The Heart to Artemis y la novela histórica The Player's Boy. 

## Obras (selección)

### Poesía
- Region of Lutany (1914)
- Arrow Music (1922)

### Novelas
- Development (1920)
- Two Selves (1923)
- West (1925)
- Civilians (1927)
- Manchester (1935–1936)
- Beowulf (1948)
- The Fourteenth of October (1952)
- The Player's Boy (1953)
- Roman Wall (1954)
- Gate to the Sea (1958)
- Ruan (1960)
- The Coin of Carthage (1963)
- Visa for Avalon (1965)
- This January Tale (1966)
- The Colors of Vaud (1969)

### No ficción
- Amy Lowell: A Critical Appreciation (1918)
- A Picture Geography for Little Children: Par One – Asia (1925)
- Film Problems of Soviet Russia (1929)
- The Light-hearted Student: I German (1930, texto de gramática)
- The Heart to Artemis: a Writer's Memoirs (1963)
- The Days of Mars: a Memoir, 1940-1946 (1972)